# Giōrgos Karatzopoulos
Giōrgos Karatzopoulos, in greco Γιώργος Καρατζόπουλος? (1912 – 28 maggio 1981), è stato un allenatore di pallacanestro greco.

## Carriera
Ha guidato la Grecia ai Campionati europei del 1949, vincendo la medaglia di bronzo.